# Asura spurrelli
Asura spurrelli är en fjärilsart som beskrevs av George Francis Hampson 1914. Asura spurrelli ingår i släktet Asura och familjen björnspinnare. Inga underarter finns listade i Catalogue of Life.